# Élisabeth Greffulhe
Marie Anatole Louise Élisabeth Greffulhe, känd som grevinnan Greffulhe, född Riquet de Caraman-Chimay 1860, död 1952, var en fransk grevinna och salongsvärd. 
Hon gifte sig 1878 med greve Henry Greffulhe. Hon är känd för den litterära salong hon höll på Faubourg Saint-Germain i Paris, och för sin verksamhet som mecenat för samtida musik och influens i den dåvarande franska musikvärlden. 